# Município de York (condado de Fulton, Ohio)
O município de York (em inglês: York Township) é um município localizado no condado de Fulton no estado estadounidense de Ohio. No ano de 2010 tinha uma população de 4.145 habitantes e uma densidade populacional de 37,95 pessoas por km².

## Geografia
O município de York encontra-se localizado nas coordenadas 41° 32′ 14″ N, 84° 02′ 50″ O. Segundo a Departamento do Censo dos Estados Unidos, o município tem uma superfície total de 109.23 km², da qual 109.07 km² correspondem a terra firme e (0.15%) 0.16 km² é água.

## Demografia
Segundo o censo de 2010, tinha 4.145 habitantes residindo no município de York. A densidade populacional era de 37,95 hab./km². Dos 4.145 habitantes, o município de York estava composto pelo 96.84% brancos, o 0.27% eram afroamericanos, o 0.39% eram amerindios, o 0.31% eram asiáticos, o 0.02% eram insulares do Pacífico, o 0.94% eram de outras raças e o 1.23% pertenciam a duas ou mais raças. Do total da população o 4.44% eram hispanos ou latinos de qualquer raça.